# Pic de Coma Pedrosa
Pic de Coma Pedrosa (lub Alt de Comapedrosa) – szczyt górski w Pirenejach Wschodnich. Administracyjnie położony jest w Andorze, na terenie parafii La Massana. Wznosi się na wysokość 2942 m n.p.m. Jest najwyższym szczytem Andory – należy do Korony Europy. 
Na północ od szczytu usytuowane są Pic de Médécourbe (2914 m n.p.m.) oraz Roca Entravessada (2927 m n.p.m.), na południe Alt de la Capa (2572 m n.p.m.), na południowy zachód Pic del Port Vell (2654 m n.p.m.), natomiast na zachodzie położony jest Vallpeguera (2744 m n.p.m.). W pobliżu Pic de Coma Pedrosa swoje źródła mają strumienie Riu de Coma i Canal de l’Alt. Na południu znajduje się schronisko Refugi de la Comapedrosa, na wschodzie Refugi del Pla de l’Estany, natomiast w kierunku północno-zachodnim, już po hiszpańskiej stronie, Refugi De Baiau Josep Maria Montfort.